# I Don't Belong
I Don’t Belong  è un singolo del gruppo musicale irlandese Fontaines D.C., pubblicato il 9 giugno 2020 come secondo estratto dal secondo album in studio A Hero's Death.
Un brano post-punk, "I Don't Belong" parla dell’abbandonare le aspettative imposte dalle altre persone. La produzione della canzone vede chitarre elettriche, basso e batteria, con elementi di rock psichedelico e musica surf. Tematicamente, "I Don't Belong" discute vari scenari che si riferiscono al messaggio del brano. L’inizio parla di un soldato il cui servizio militare viene elogiato dalla propria nazione, ma rifiuta una medaglia dal momento che comprometterebbe i suoi principi personali. Il secondo verso si concentra sulla rissa al di fuori di un bar.
Al momento della pubblicazione, "I Don't Belong" è stata acclamata dalla critica contemporanea, che l’ha definito il più musicalmente maturo tra i singoli dell’album. Viene lodato inoltre il canto di Chatten e la struttura della canzone, oltre alla sua produzione.
Dal punto di vista commerciale, "I Don't Belong" è stato il secondo singolo del gruppo a entrare in classifica, dopo la title track dell’album, pubblicata nella primavera precedente. La canzone raggiunse la posizione numero 86 della Irish Singles Chart.  Il 10 giugno è stato pubblicato anche un video per la canzone, diretto da Deegan III e prodotto da Hugh Mulhern. Tale video mostra il cantante, Chattan, cantare nella campagna irlandese durante una passeggiata.

## Versioni dal vivo
La canzone è stata pubblicata durante la pandemia di COVID-19, limitando le possibilità della band di suonarla dal vivo o di fronte a una platea. A causa della pandemia e alla relativa campagna di vaccinazione in Irlanda, la prima volta che è stata suonata dal vivo è stata il 23 novembre 2020 alla O2 Academy Brixton. Il gruppo non ha suonato la canzone di fronte a un pubblico dal vivo sino al 2 agosto 2021, quando l’ha fatta al nightclub Pryzm di Kingston upon Thames, Regno Unito.
Una versione acustica della canzone è stata pubblicata il 16 novembre 2020 dopo essere stata filmata al La Blogothèque di Parigi.

## Classifiche
| Classifica (2020) | Pos. massima |
| ----------------- | ------------ |
| Irlanda (IRMA)    | 86           |